# Ho tutto il tempo che vuoi
Ho tutto il tempo che vuoi è un cortometraggio del 2021 diretto da Francesco Falaschi, autore anche della sceneggiatura insieme ad Alessio Brizzi.
Il film è stato pubblicato su RaiPlay il 27 novembre 2021 in occasione della Giornata nazionale sulle dipendenze e cyberbullismo. È accessibile anche attraverso l'audiodescrizione per i non vedenti ed i sottotitoli per i non udenti.
La pellicola ha per protagonista Matteo, un ragazzo che vive in un isolamento sociale volontario, non esce mai da casa e passa il tempo solo davanti al computer. Ad aiutarlo ad affrontare questa condizione sarà Sara, un'educatrice alle prese con un grande dolore personale mai superato.

## Trama
Matteo è un adolescente che ha deciso da tempo di non andare più a scuola e di vivere recluso nella sua cameretta, passando il tempo al computer. A cercare di aiutarlo interviene Sara Melli, un'educatrice chiamata in causa dalla scuola e dai servizi sociali dal momento che la madre non è in grado di affrontare da sola il problema. Matteo ha ancora due mesi di tempo per tornare a scuola e farsi interrogare, in modo da recuperare l'anno. Gli incontri concordati tra Matteo e Sara sono due giorni a settimana.
Mancano 43 giorni. Il ragazzo spiega all'educatrice di non avercela col mondo ma con quelli che lui chiama «morti viventi», ossia con «le persone che fanno quello che gli dicono di fare perché non sanno fare altro o non hanno il coraggio: le pedine», ritenendo che anche Sara lo sia. Quest'ultima cerca di spronarlo a fare qualcosa di concreto, anziché limitarsi a formulare idee.
Mentre giocano a biliardino, Matteo dice a Sara che l'unica persona decente che ha conosciuto nell'ambiente scolastico è stato Andrea, un suo coetaneo che era partito per studiare in Canada e che sta per tornare in Italia, e col quale ogni tanto scambia qualche messaggio; da piccoli giocavano a calcio insieme. Il ragazzo afferma che l'unica ragione per cui parla con lei è per evitare che sua madre gli stacchi la luce, un'altra volta.
Mancano 25 giorni. Matteo ha ancora molte resistenze e non sopporta l'idea di tornare a scuola, non tanto perché ha paura, ma piuttosto perché ci sono «degli stronzi che ti giudicano da tutto, da come vai vestito, dai voti, da tutto». Sara, certa che invece si tratti proprio di paura, gli consegna una simulazione d'esame che le ha dato uno dei professori. La volta successiva Sara controlla il test e nota che lo ha svolto alla perfezione fino a un punto, ma che poi non ha scritto altro perché si è come «bloccato».
Mancano 16 giorni. Anche se è domenica, Sara si presenta da Matteo e gli dà un cornetto appena sfornato alla marmellata d'arancia, che il ragazzo accetta di buon grado. Sara gli dice che deve prendere in seria considerazione l'idea di tornare a scuola, e Matteo risponde che ci penserà.
Mancano 8 giorni. Matteo riceve un messaggio da Andrea, che gli scrive di volerlo rivedere a scuola.
È giunto il giorno di tornare a scuola, e Sara dà a Matteo un passaggio in auto. Il ragazzo è sotto pressione, ma alla fine varca il cancello e scambia qualche parola con Andrea, che sembra contento di rivederlo e gli dà appuntamento all'uscita. Tuttavia, mentre si allaccia le scarpe, Matteo ascolta Andrea mentre dice ad altri compagni di classe che il motivo per cui ha parlato con lui è stato perché gliel'ha chiesto un'educatrice. Sentendosi deriso da quei ragazzi, Matteo scappa e viene inseguito da Sara. Il ragazzo è arrabbiato con lei accusandola di aver montato un teatrino che lo ha umiliato, lanciandole svariati insulti e dicendole ripetutamente che è inutile e triste; a questo punto Sara, ormai stanca del suo atteggiamento, gli dà uno schiaffo e gli dice che la persona triste è lui.
Tornato nella sua cameretta, Matteo inserisce una chiavetta USB nel computer e legge alcuni appunti che Sara aveva scritto su di lui, nei quali scrive che «la sua intelligenza è anche la sua corazza» e che «la vita non è solo quello che pensa», e che gli ricorda moltissimo una persona di cui voleva parlargli, anche se poi non lo ha fatto; in fondo gli dà un po' di ragione sul fatto che intorno a sé vede solo zombie. Matteo prova a telefonare a Sara, ma risponde la segreteria; incuriosito, fa delle ricerche su di lei e scopre una tragica vicenda: Sara e suo marito Fabio Torri avevano un figlio, Alessandro, morto a 17 anni per presunto suicidio e che pare fosse un hikikomori.
Profondamente toccato da questa scoperta, ricordandosi inoltre di aver visto appuntata sulla maglia di Sara una spilla che ha visto nella foto di Alessandro, Matteo decide finalmente di uscire e si reca personalmente nell'ufficio dell'educatrice. Sara si scusa e lo ringrazia per non aver detto a nessuno quello che è successo; Matteo le risponde che è venuto da solo e che anche lui deve farsi perdonare. Matteo allora ammette che il vero motivo per cui è venuto è perché vorrebbe che lei gli parlasse di Alessandro; la donna, trattenendo a fatica le lacrime, lo accontenta.
Al termine della chiacchierata i due escono dall'edificio. Matteo, osservando la natura e l'ambiente circostante, sembra aver finalmente cambiato prospettiva.

## Produzione
Sia alla regia che alla sceneggiatura hanno collaborato, nell'ambito di worshop e laboratori, gli allievi del corso Storie di Cinema 2019-20 di Grosseto: David Amodeo, Giacomo Caldarelli, Pietro Coradeschi, Margherita Di Carlo, Ilaria Franchini, Marco Frassinetti, Pasquale Iuzzolino, Niccolò Maffei e Dennis Tognoni.
Le riprese del cortometraggio (prodotto dall'associazione culturale Storie di cinema, COeSO e Rai Cinema, con la produzione esecutiva a cura di Film Workers) sono avvenute a febbraio 2020, in buona parte presso l'edificio scolastico sede dell'istituto tecnico per la grafica e per la comunicazione del polo Bianciardi, con la partecipazione degli studenti e degli insegnanti.

## Riconoscimenti
- 2020 – AS Film Festival di Roma[6]
  - Premio della Giuria come miglior cortometraggio italiano nella sezione "Punti di Vista" (ex aequo con Biagio di Matteo Tiberia)
- 2021 – Lo Spiraglio - Film Festival della Salute Mentale di Roma[7]
  - Menzione Speciale al Cortometraggio
- 2021 – Pop Corn Festival del Corto di Monte Argentario[8]
  - Miglior cortometraggio - Premio del pubblico
- 2021 – CIN - Castiglioni Film Festival[9]
  - Migliore interpretazione femminile a Cecilia Dazzi
- 2021 – Festival Videocorto di Nettuno[10]
  - Premio del Pubblico
  - Migliore attrice protagonista a Cecilia Dazzi
- 2021 – ValdarnoCinema Film Festival[11]
  - Premio della Libera Università del Valdarno
- 2021 – Fano Film Festival[12]
  - Menzione Speciale della Giuria